# Natsumi Itsuki
Natsumi Itsuki (樹なつみ, Itsuki Natsumi, Kobe, 5 februari 1960) is een Japans shojo mangaka. Ze staat bekend voor haar sciencefiction manga.
Itsuki debuteerde in 1979 met Megumi-chan ni Sasageru Comedy in LaLa. In 1993 won ze de Seiun Award voor beste sciencefiction manga met Oz. In 1997 volgde de Kodansha Manga Prijs voor shojomanga voor Eight Clouds Rising.
Verscheidene werken van Itsuki werden verwerkt tot anime, waaronder Jyu Oh Sei, Oz, Eight Clouds Rising en Hanasakeru Seishonen.

## Oeuvre
Manga
- Vampir
- Demon Sacred
- Hanasakeru Seishōnen
- Jyu-Oh-Sei
- OZ
- Eight Clouds Rising
- Marcello Storia
- Passion Parade
- Tokiiro Triangle
- Eccentric City

OVA
- Yakumo Tatsu
- OZ

Anime
- Jyu Oh Sei
- Hanasakeru Seishōnen

- Bibliothèque nationale de France: cb16206857z (data)
- CiNii: DA12728111
- International Standard Name Identifier: 0000 0001 2149 6541
- Library of Congress Control Number: nr2001013481
- Bibliotheek van het Japanse parlement: 00210031
- Nederlandse Thesaurus van Auteursnamen: 376027320
- Système universitaire de documentation: 149716869
- Virtual International Authority File: 121986084
- WorldCat: E39PBJgMxr79pVKWGWkVXHXTpP